# Толен (громада)
Толен (нід. Tholen) — громада в провінції Зеландія (Нідерланди). Адміністративний центр — місто Толен.

## Географія
Територія громади займає 254 км², з яких 146,71 км² — суша і 107,29 км² — водна поверхня. Станом на лютий 2020 року у громаді мешкає 25 784 особи.
Спочатку Толен і Сінт-Філіпсланд були островами, розділеними протокою Краббенкрек. У 1972 році в рамках проекту «Дельта» була зведена дамба, яка поєднала Толен і Сінт-Філіпсланд і відокремила Краббенкрек від того, що стало частиною каналу Рейн-Шельда. В результаті колишні острова Толен і Сінт-Філіпсланд стали півостровами, а протока Краббенкрек перетворилася в затоку.